# John Paul Jr.
John Lee Paul, Jr. (Muncie, 19 de fevereiro de 1960 – Woodland Hills, 29 de dezembro de 2020) foi um automobilista norte-americano.
Tornou-se conhecido por ter vencido as 24 Horas de Daytona e de Sebring em 1982. Além dessas duas corridas, obteve outras sete vitórias que, posteriormente, levaram-no ao título do Campeonato da IMSA do mesmo ano, pilotando pela JLP Racing. Entre 1982 e 1986 e entre 1989 e 1994, disputou provas da CART (Champ Car), vencendo uma corrida e subindo 5 vezes ao pódio. Em 1991, correu na NASCAR Winston Cup Series, sem destaque.
Voltaria aos monopostos em 1996, para competir na recém-fundada Indy Racing League, conquistando apenas uma vitória, na corrida dois do Texas em 1998. Aquele foi também o único pódio de John Jr. na categoria.
Ele inscreveu-se para quinze edições das 500 Milhas de Indianápolis, não obtendo a classificação em oito edições.
Encerrou sua carreira em 2002 depois de descobrir que era portador da doença de Huntington. Morreu em 29 de dezembro de 2020, aos 60 anos, devido a complicações da doença.